# 眉山站 (庆尚北道)
眉山站（：／ Misan yeok */?）曾为韩国铁路庆北线上的一个车站，位于庆尚北道醴泉郡普門面，目前已废止。

## 历史
- 1966年12月29日，落成使用[1]。
- 2001年7月1日，停止使用。